# Wilaya de Sétif
La wilaya de Sétif (en arabe : ولاية سطيف, en tifinagh : ⵜⴰⵡⵉⵍⴰⵢⵜ I ⵣⵟⵉⴼ) est une wilaya algérienne, située à l'est d'Alger. La wilaya de Sétif compte 60 communes, s'étendant sur 6 500 km2, pour une population de 1 489 979 habitants en 2008 ce qui la classe au 3e rang après la wilaya d'Alger et d'Oran.

## Géographie

### Localisation
|                              | Wilaya de Béjaïa, Wilaya de Jijel |                |
| Wilaya de Bordj-Bou-Arreridj | wilaya de Sétif                   | Wilaya de Mila |
|                              | Wilaya de M'Sila, Wilaya de Batna |                |

Le territoire de la wilaya est recouvert de forêts de sapins au  nord. Elle est traversée par l'Atlas tellien, le point culminant de la wilaya étant le mont Babor à 2 004 m d'altitude au nord de la wilaya en Petite Kabylie.
La wilaya de Sétif a une superficie de 6 504 km2 soit 0,27 % du territoire national avec un découpage naturel composé de trois grandes zones : une zone montagneuse au nord représentée par la chaîne des Babors qui s'étend sur une centaine de kilomètres couvrant pratiquement le nord où on rencontre des cimes élevés dont la montagne de Babors 2 004 m (commune de Babor), Sidi Mimoune 1 646 m (commune de Beni Aziz) et Tilioune 1 698 m (commune d'Aït Tizi), une zone des hautes plaines : elle occupe la région centrale dont l'altitude varie entre 800 et 1 300 m.
Au niveau de cette zone émergent quelques massifs montagneux :
- au nord : djebel Megress, 1 737 m (Ain Abessa) ;
- à l'est : djebel Braou, 1 263 m (Bazer Sekra) ;
- au sud : djebel Boutaleb Aferhane, 1 886 m (Boutaleb) ;
- au centre : djebel Youcef Aferhane, 1 442 m (Guedjal, Bir Haddada).

Une lisière au sud renferme des cuvettes où dorment des chotts comme chott El Beïdha-Hammam Essoukhna près de Hammam Sokhna, chott El Frein près de Ain Lahdjar et chott Melloul près de Guellal.

### Climat
Le climat est continental avec des étés chauds et secs et des hivers rudes. Le mois le plus pluvieux est avril et le plus sec est juillet.

## Histoire
D'abord rattachée au département du nom de Constantine (93) créée en 1848 dont elle est une sous-préfecture, Sétif devient en 1956 le chef-lieu de l'un des 12 nouveaux départements français d'Algérie.
À l'indépendance, la wilaya de Sétif est l'une des 15 wilayas d'Algérie et couvrait alors plus de 17 000 km2. La wilaya perdra beaucoup de sa superficie avec la création des wilayas de Béjaia et de  M'Sila en 1974, ainsi que de celle de Bordj Bou Arreridj 10 ans plus tard en 1984.

## Population
- Si vous ne connaissez pas le sujet, laissez ce bandeau (vous pouvez alors contacter les auteurs).
- Si vous supprimez le contenu mis en cause (vous pouvez préalablement contacter les auteurs),

argumentez précisément cette suppression dans la page de discussion
(un manque de référence n'est pas un argument ; une recherche réelle de référence doit avoir été effectuée, être formellement documentée).
En raison de sa localisation, la wilaya de Sétif connaît une mosaïque de cultures et de traditions. Le nord-ouest de la wilaya (de Guenzet jusqu'a Aït Mouhli est peuplé par des Kabyles  le centre, peuplé d'hilaliens, reflète la culture arabo-sétifienne,  et en général celle des Hauts Plateaux de l’Est algérien. L’extrême sud de la wilaya qui est lui en partie peuplée de chaouis (notamment dans la région du Boutaleb).

## Langue
À Sétif on parle une variante de l’arabe algérien, issu des parlers hilaliens et un dialecte typique de l’Est algérien. Leur accent est reconnaissable car prononcé et utilisant le suffixe « a » a la fin des mots ou phrases. Les Sétifiens parlent en ga /g/ contrairement aux parlers pré-hilaliens qui parlent en qāf (ق).

## Organisation de la wilaya
- Communes de la Wilaya de Sétif

### Walis
Le poste de wali de la wilaya de Sétif a été occupé par plusieurs personnalités politiques nationales depuis sa création le 16 mai 1963 par le décret no 63-189 qui organise le territoire algérien en un nombre de quinze wilayas.
| N° | Wali                    | Début              | Fin                |
| -- | ----------------------- | ------------------ | ------------------ |
| 1  |                         | 16 octobre 1962    |                    |
| 2  |                         | 26 octobre 1962    |                    |
| 3  |                         | 6 décembre 1962    | 8 août 1964        |
| 4  | Abdelghani Akbi         |                    | 1er juillet 1964   |
| 5  | Mohamed Sadek Benyahia  | 1er juillet 1964   | 20 août 1964       |
| 6  | Abdelkader Niar         | 20 août 1964       | 29 août 1970       |
| 7  | Abdelaziz Boulkroun     | 29 août 1970       |                    |
| 8  | Mohamed Cherifi         |                    | 31 août 1978       |
| 9  | Hocine Hamel            | 1er septembre 1978 |                    |
| 10 | Abdelwahab Guedmani     | 1er juin 1979      | 30 novembre 1980   |
| 11 | Mohamed Lamine Gherieb  | 1er décembre 1980  |                    |
| 12 |                         |                    |                    |
| 13 | Hachemi Djiar           |                    | 13 mai 1984        |
| 14 | Khélifa Bendjedid       | 13 mai 1984        | 20 septembre 1987  |
| 15 | Mustapha Hidouci        | 20 septembre 1987  | 29 juillet 1990    |
| 16 | Ahmed Horri             | 29 juillet 1990    | 21 août 1991       |
| 17 | Abdelkader Benhadjoudja | 21 août 1991       | 1er septembre 1992 |
| 18 |                         |                    |                    |
| 19 | Mohamed Chérif Djebbari | 26 janvier 1993    | 30 juin 1994       |
| 20 | Ahcène Frikha           | 30 juin 1994       |                    |
| 21 | Abdelkader Ouali        | 1995               | 22 août 1999       |
| 22 | Abdelwahab Nouri        | 22 août 1999       | 17 août 2004       |
| 23 | Noureddine Bedoui       | 17 août 2004       | 30 septembre 2010  |
| 24 | Abdelkader Zoukh        | 30 septembre 2010  | 24 octobre 2013    |
| 25 | Mohamed Bouderbali      | 24 octobre 2013    | novembre 2017      |
| 26 | Nacer Maskri            | Novembre 2017      | 22 avril 2019      |
| 27 | Mohamed Belkateb        | 22 avril 2019      | 31 août 2020       |
| 28 | Kamel Abla              | 31 août 2020       | 14 septembre 2022  |
| 29 | Mohamed Lamine Deramchi | 14 septembre 2022  | 6 septembre 2023   |
| 30 | Mustapha Limani         | 6 septembre 2023   | en cours           |

## Économie

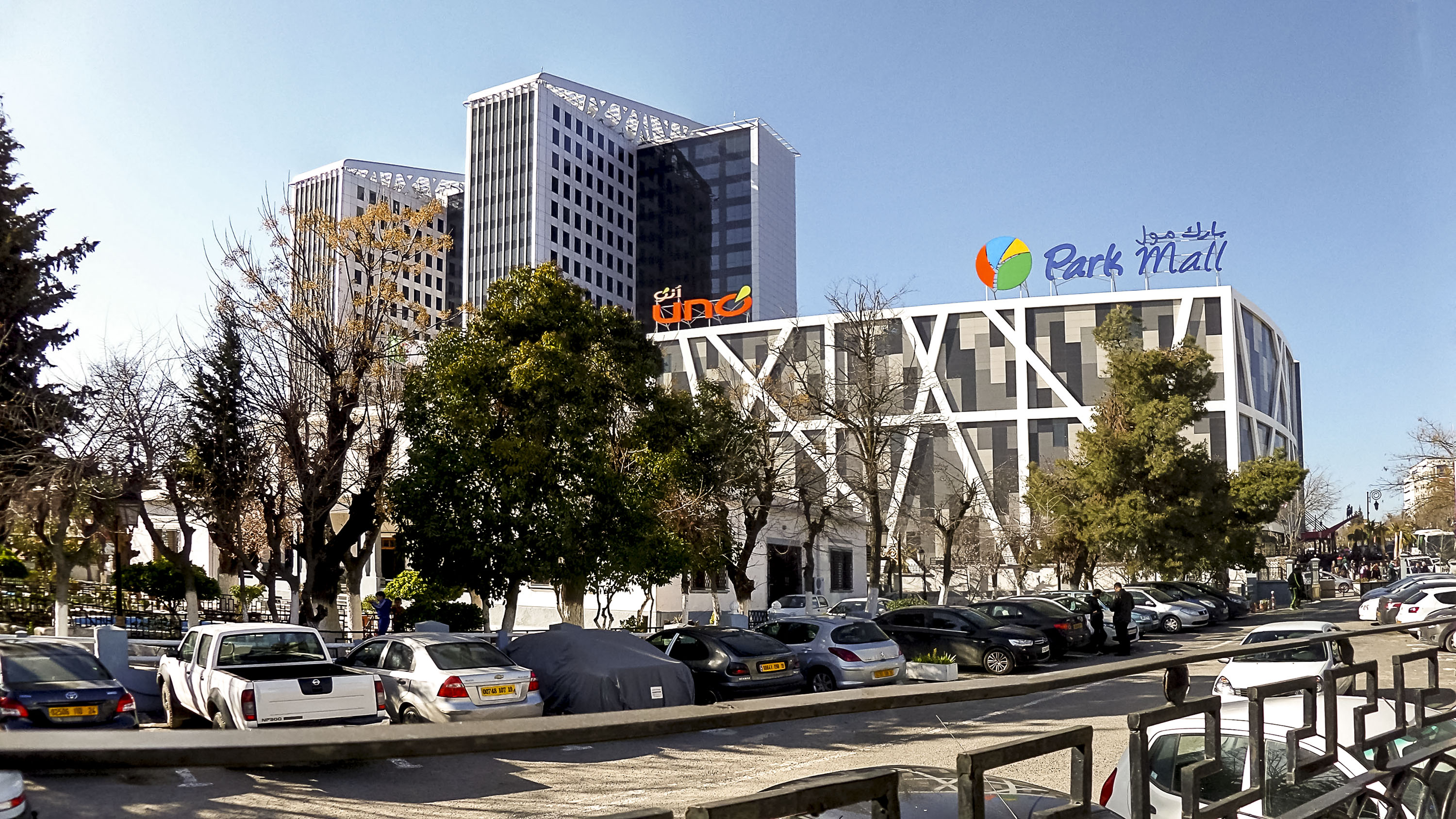
Le Park Mall Sétif

### Entreprises
Plusieurs grandes entreprises (locales ou étrangères) sont installées dans la Wilaya de Sétif qui est l'une des plus industrialisées avec sa voisine El Borj :
- Faderco
- Samsung
- Laboratoire Salem
- Brandt
-  Sarl Agro film (emballage)
- Saterex
- Algeria Ham Motors

## Ressources hydriques
Cette wilaya comprend les barrages suivants :
- barrage à Mahouane[15] ;
- barrage Ain Zada ;
- barrage de Draâ Diss[16].

Ces barrages font partie des 65 barrages opérationnels en Algérie alors que 30 autres sont en cours de réalisation en 2015.

## Santé

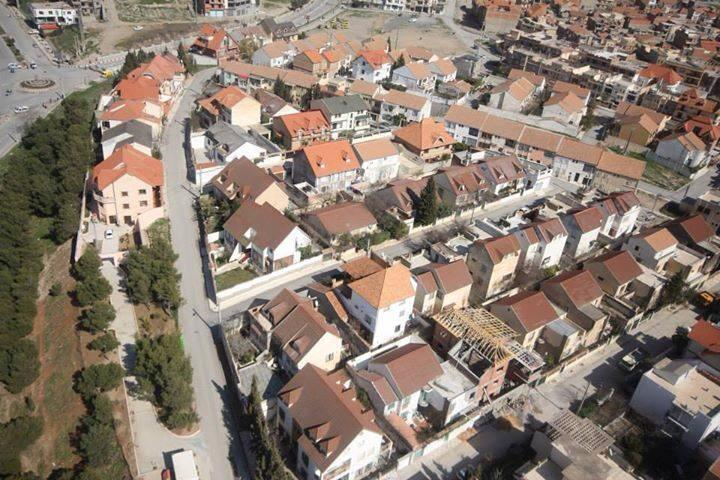
Au-dessus de Sétif chef-lieu de la wilaya.

- Centre hospitalo-universitaire Saadna Abdenour de Sétif ;
- Hôpital d'El Eulma ;
- Hôpital de Bougaa ;
- Hôpital de Aïn El Kebira ;
- Hôpital de Aïn Oulmène ;
- Hôpital de Béni Ourtilène ;
- Hôpital de Aïn Abassa ;
- Hôpital de Ras El Ma.